# Антонова Світлана Сергіївна
Анто́нова Світла́на Сергії́вна — російська акторка театру й кіно.

## Біографія
Народилася в Москві в 1979 році. У дитинстві 8 років займалася плаванням. У 2001 році закінчила Щукінське театральне училище (курс Ю. В. Шликова). З 2001 року — акторка Театру Сатири. Захоплюється живописом і фотографією.

## Сім'я
Розлучена. Колишній чоловік — актор Олег Долін, син Вероніки Доліної. Є дочка Маша. Сестра — акторка Наталія Антонова.

## Театральні роботи
- «Яблуневий злодій» — Шура Дрозд
- «Секретарки»
- «Вісім люблячих жінок»
- «Орніфль» — Маргарита
- «Хазяйка готелю», реж. О. Суботіна — Мірандоліна
- «Ні сантима менше!» — Вільда
- «Щасливцев — Нещасливцев»
- «Ідеальне вбивство» — Мері Селбі, секретарка

## Фільмографія
1. 2000 — «Гра в кохання»
2. 2001 — «FM і хлопці» — Злата
3. 2001 — «Громадянин начальник» — Наташа, секретарка Фердолевского
4. 2001 — «Любов і інші кошмари»
5. 2001 — «Мамука»
6. 2002 — «Кодекс честі» — Аня
7. 2002 — «П'ятий ангел»
8. 2003 — «Вокзал» — білетерка Оксана
9. 2003 — «Євлампія Романова: Покер з акулою» — Таня Мітепаш
10. 2004 — «32-е грудня»
11. 2004 — «Попіл Фенікса»
12. 2004 — «Сліпий»
13. 2005 — «Любов моя» — Анжела Райська
14. 2006 — «Полювання на піранью» — Ольга Хмельницька, хімікиня-біологиня
15. 2007 — «Бухта зниклих дайверів» — Альона
16. 2007 — «Світло мій»
17. 2008 — «Міни у фарватері» — Маргарита Кузьмицька
18. 2008 — «Монтекрісто» — Ольга Орлова
19. 2008 — «Божевільна любов» — Настя Стрельникова
20. 2008 — «Морський патруль» — Марина Заєць
21. 2009 — «Морський патруль-2» — Марина Заєць
22. 2009 — «Детективне агентство Іван та Марія» — Марія
23. 2009 — «Московський Феєрверк» — Антон
24. 2009 — «Брудна робота» (телесеріал) — Люба
25. 2009 — Вербна неділя (телесеріал) — Марія, дружина Артура
26. 2010 — "Детективне агентство «Іван та Марія» — Марія
27. 2010 — «Ліва робота» — Марія
28. 2010 — «Номер 13» — Ліля
29. 2010 — «Вербна неділя» — Марія
30. 2010 — «„Алібі“ на двох» — Віра, слідча
31. 2011 — «На гачку!»
32. 2011 — «Нелюбимий»
33. 2011 — «Страховий випадок»
34. 2011 — «Єльцин. Три дні в серпні» — Тетяна Дьяченко, молодша дочка Єльцина
35. 2013 — «Квіти зла»

## Озвучування і дубляж
1. 2009 — «17 знову» (дубляж)